# پیتر کونکه
پیتر کونکه (انگلیسی: Peter Kohnke; ۹ اکتبر ۱۹۴۱ – ۳ آوریل ۱۹۷۵) تیرانداز اهل آلمان بود.
وی در مسابقات کشوری و بین‌المللی در مجموع برندهٔ ۱ مدال طلا شده‌است.